# Борщевский, Александр Алексеевич
Александр Алексеевич Борщевский (род. 1929, Полтава) — российский учёный в области оборудования для производства строительных материалов, доктор технических наук, лауреат Премии Правительства РФ (1998), преподаватель.

## Биография
Родился в 1929 году в городе Полтава.
Окончил механический факультет МИСИ им. В. В. Куйбышева по специальности «Строительные и дорожные машины и оборудование» (1954).
В 1959—1960 годы ассистент кафедры деталей машин МИСИ. В 1960—1971 годах — руководитель сектора отдела «Вибрационные машины», младший и старший научный сотрудник ВНИИстройдормаша.
С 1970 года работал на кафедре «Механическое оборудование предприятий строительных материалов, изделий и конструкций» («Механическое оборудование предприятий строительной индустрии»): доцент, профессор (1980), с 1981 года -заведующий кафедрой.
Кандидат технических наук (1966), доктор технических наук (1980).

## Сочинения
Соавтор 7 монографий, учебников, справочных и учебных пособий. Сочинения:
- Механическое оборудование для производства строительных материалов [Текст] : учебник для студентов вузов, обучающихся по специальности «Производство строительных изделий и конструкций» / А. А. Борщевский, А. С. Ильин. — М. : Высшая школа, 1987. — 368 с. — Библиогр.: с.363 . — Предм. указ.: с. 363. — (в пер.) : 1
- Механическое оборудование для производства строительных материалов и изделий: учебник для студентов вузов, обучающихся по специальности «Производство строительных изделий и конструкций». А. А. Борщевский, А. С. Ильин. — Изд. 2-е, стер.. — Москва: Альянс. — 2009. — 365, [1]с.: ил.. — На яз. — . — ISBN 978-5-903034-63-5
- Технологические комплексы и линии для производства строительных материалов и изделий: учеб. пособие / В. С. Богданов, А. А. Борщевский, А. С. Ильин и др. ; под ред. А. С. Ильина. — Изд. 2-е, перераб. и доп. — М. ; Белгород: АСВ, 2003.

## Награды
- Лауреат Премии правительства РФ за 1998 г.[1]
- Почётный работник высшего профессионального образования РФ.